# نويفا شيكاجو
نويفا شيكاجو ، هو نادي كرة قدم أرجنتيني وهو نادي أساسي في الأرجنتين وقد تأسس هذا النادي سنة 1911 م .